# Représentations diplomatiques en Érythrée

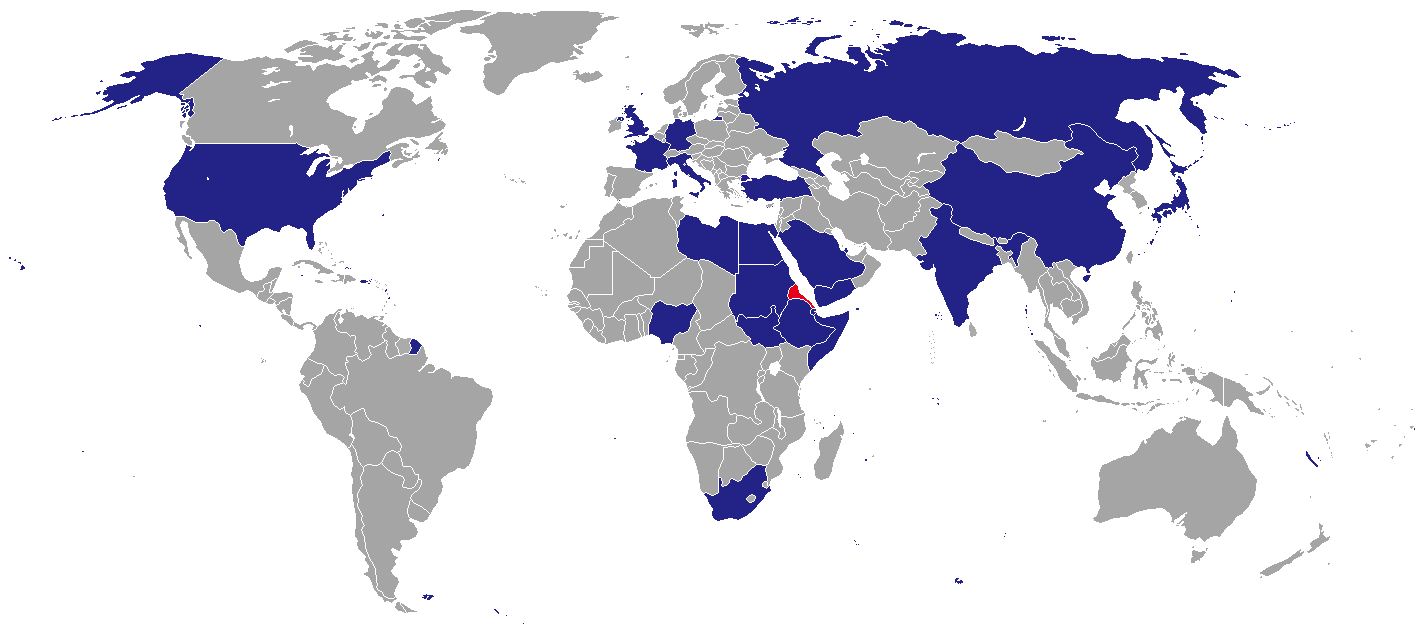
Carte des représentations diplomatiques en Érythrée

Voici une liste des représentations diplomatiques en Érythrée. Actuellement, la capitale Asmara abrite 21 ambassades.

## Ambassades

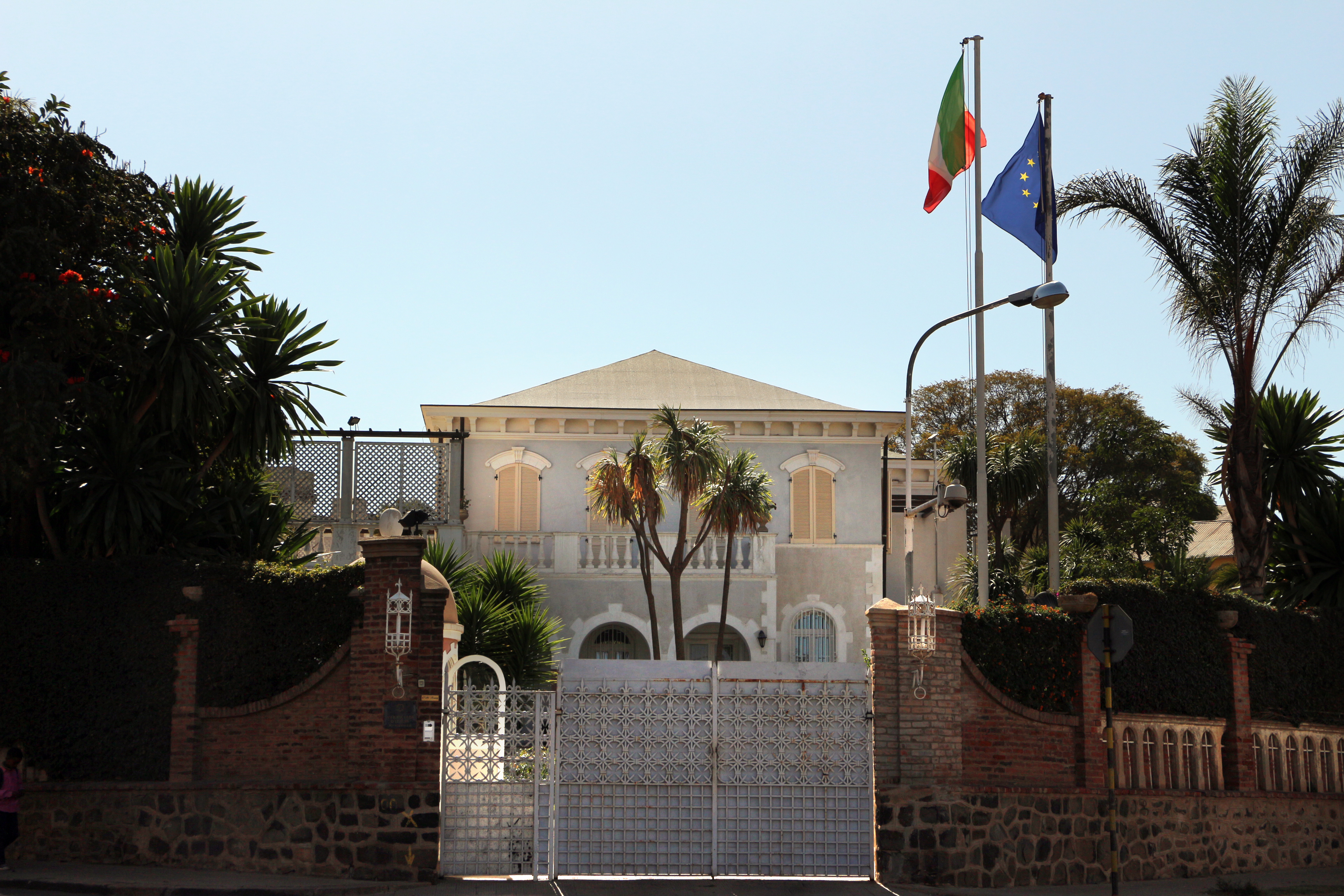
Ambassade d'Italie à Asmara

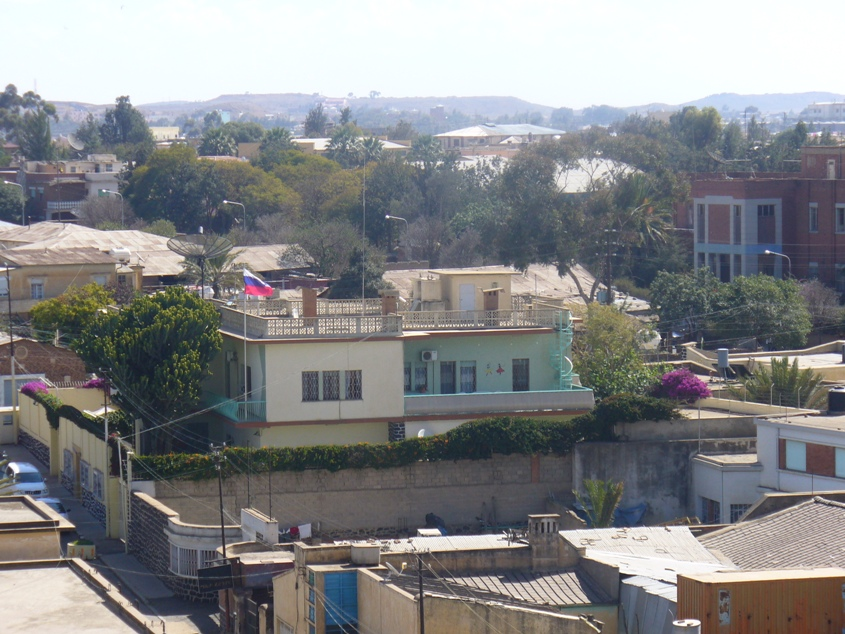
Ambassade de Russie à Asmara.

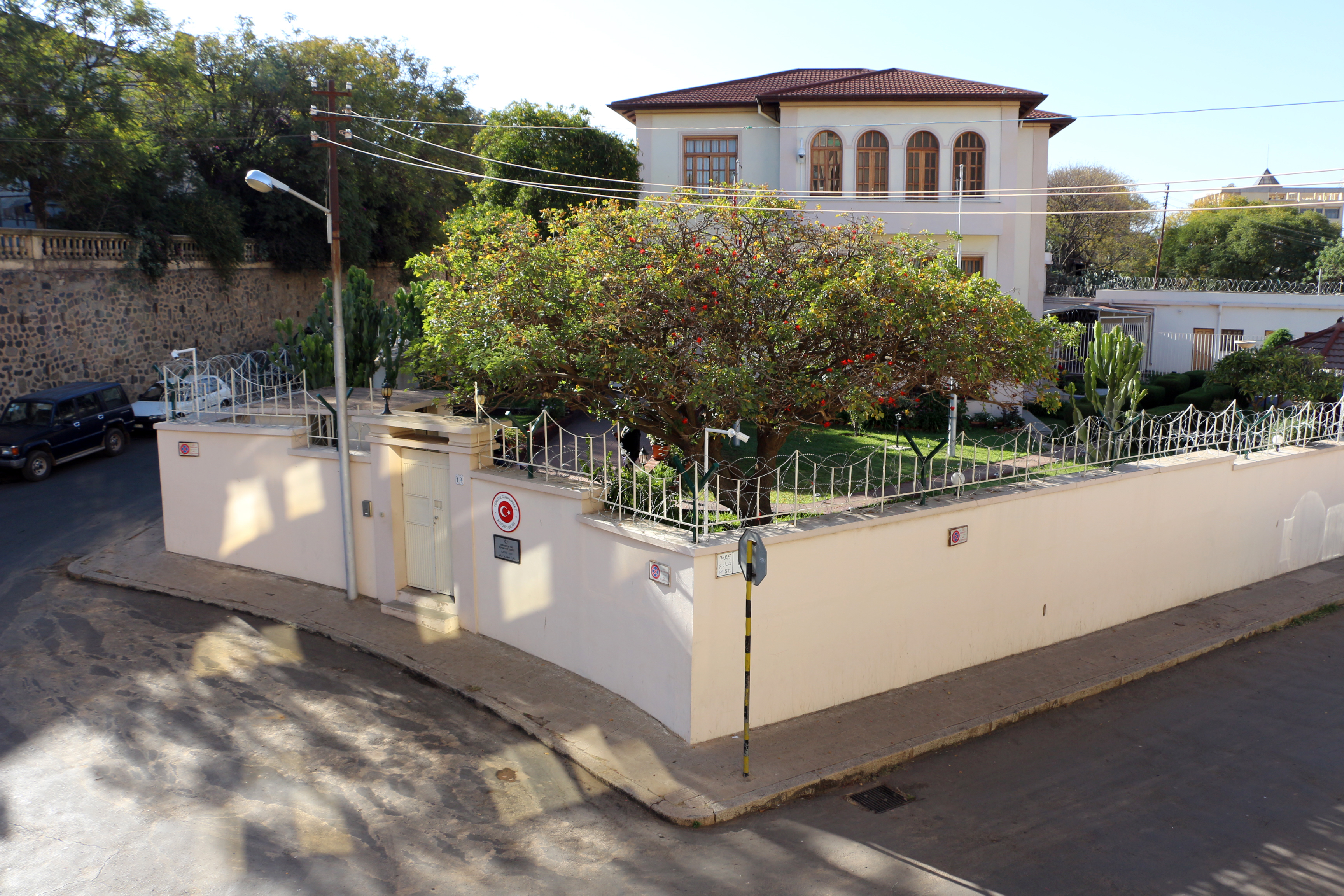
Ambassade de Turquie à Asmara

| - Afrique du Sud - Allemagne - Arabie saoudite - Chine - Djibouti - Égypte - États-Unis - Éthiopie - France - Inde - Israël | - Italie - Koweït - Nigeria - Qatar - Royaume-Uni - Russie - Soudan - Soudan du Sud - Turquie - Yémen |

## Autre mission à Asmara
- Union européenne (Délégation)

## Ambassades non résidentes
| - Argentine (Nairobi) - Australie (Le Caire) - Autriche (Le Caire) - Belgique (Nairobi) - Brésil (Le Caire) - Bulgarie (Addis-Abeba) - Canada (Nairobi) - Colombie (Nairobi) - Corée du Nord (Le Caire) - Corée du Sud (Khartoum) - Croatie (Le Caire) - Cuba (Sanaa) - Danemark (Nairobi) - Émirats arabes unis (Khartoum) - Espagne (Nairobi) - Finlande (Nairobi) - Ghana (Nairobi) - Grèce (Addis-Abeba) - Hongrie (Le Caire) - Indonésie (Khartoum) - Irlande (Dar es Salam) - Japon (Nairobi) | - Kenya (Le Caire) - Malaisie (Sanaa) - Mali (Addis-Abeba) - Malte (La Vallette) - Maroc (Le Caire) - Mexique (Le Caire) - Norvège (Khartoum) - Pays-Bas (Khartoum) - Pologne (Le Caire) - Portugal (Nairobi) - République tchèque (Le Caire) - Roumanie (Le Caire) - Sénégal (Addis-Abeba) - Serbie (New York) - Slovaquie (Nairobi) - Sri Lanka (Le Caire) - Suède (Stockholm) - Suisse (Khartoum) - Tanzanie (Nairobi) - Ukraine (Le Caire) - Vatican (Khartoum) |

## Consulats honoraires
Asmara
- Autriche[7]
- Belgique[8]
- Grèce[46]
- Pakistan[47]
- Pologne[47]

## Ancienne ambassade
- Pays-Bas